# Rags To Riches (canción)
"Rags To Riches" es una canción popular con matices operescos, compuesta por la dupla Alder & Ross, popularizada y grabada por Elvis Presley quien a su vez se había inspirado en una versión anterior exitosa del tema por el cantante Tony Bennelt 

## Antecedentes
El cantante Tony Bennelt había realizado una interpretación de "Rags to Riches" en 1953 que resultó ser un éxito. En ese entonces, un joven Elvis Presley de tan solo 18 años que ese mismo año daría su paso decisivo a la fama cuando asistiera a la Sun Records de Memphis a grabar su primer sencillo, se sintió influenciado por la magnífica versión de Bennelt y años más tarde consideró grabar su propia versión.

## Grabación
Luego de realizar una gira por Estados Unidos en septiembre de 1970 Elvis Presley encontró algo de tiempo para realizar una mini sesión de grabación en el legendario estudio B de la RCA en Nashville, Tennessee, que le permitiera completar su próximo álbum, que iba a estar plenamente dedicado a la música country y titulado precisamente Elvis Country, y a su vez registrar algunos temas como para editar un sencillo.
Elvis consideró que estaba lo suficientemente preparado para llevar a cabo su interpretación del tema "Rags to Riches" aceptando el desafío vocal que la canción demandaba. No obstante que Elvis ya disponía de muchos años atrás de esa capacidad como lo había demostrado en canciones como It's Now Or never o Surrender entre otras, y que él mismo y los directivos de RCA planeaban que "Rags To Riches" fuese un éxito como dicha versión de O Sole Mio, Elvis no se encontraba en el mejor momento anímico para asumir una sesión de grabación, debido al estrés de su reciente gira tras haber estado una temporada completa en Las Vegas.
Todo ello conllevó a que la sesión de grabación fuese algo extraña, con un Elvis que básicamente no deseaba estar allí y pugnaba por irse. Finalmente, el productor Felton Jarvis tomó dos tomas del tema y logró editarlas como máster. Aunque las condiciones del ánimo del cantante no fueron las óptimas, su interpretación resultó ser digna resultando "Rags To Richie" una canción prolífica.

## Edición
RCA lanzó al mercado un disco simple con "Rags To Riches" en el lado A y "Where Did They Go, Lord", una canción country con influencias de góspel donde Elvis muestra una profundidad vocal destacable. Ambas canciones a su vez contribuyeron a forjar el  álbum Love Letter From Elvis. 

## Ventas
Aunque el sencillo no tuvo el éxito de "It's Now Or Never" que los directivos de RCA esperaban , vendió dignamente unas 400.000.

## Listas
| Listas (1971)        | Posición alcanzada |
| -------------------- | ------------------ |
| Australia Goset      | 36                 |
| Record World         | 25                 |
| UK Singles Chart     | 9                  |
| US Billboard Hot 100 | 33                 |